# Deep Impact (canción)
«Deep Impact» es el sexto maxisencillo de la banda japonesa Dragon Ash, lanzado en 2000. Cuenta con invitaciones al MC del hip hop japonés Rappagariya, también un remix con DJ Krush, también artista japonés de hip hop. Estas colaboraciones le sirvieron a iniciativa a la producción musical de Kenji y DJ BOTS en 1999 y en 2000. 
Deep Impact fue también publicado como un LP en el mismo día. Cuenta con las dos primeras pistas del lanzamiento en CD, así como otras dos variaciones de Deep Impact.

## Canciones

### CD
1. «Deep Impact» – 4:32
2. «Deep Impact» (DJ Krush Remix) – 4:25
3. «Lily Da Kid» – 3:31
4. 休日" (Kyuujitsu) – 4:08

### LP

#### Lado A
1. «Deep Impact» (DJ Krush Remix) – 4:25
2. «Deep Impact» – 4:32

#### Lado B
1. «Deep Impact» (DJ Krush Remix Instrumental) – 4:25
2. «Deep Impact» (A-cappella) – 4:32

- Datos: Q5250222